# Curran Steam Automobile Company of America
Curran Steam Automobile Company of America war ein US-amerikanischer Hersteller von Automobilen.

## Unternehmensgeschichte
Frank J. Curran verkaufte bis 1921 Dampfwagen von Baker. 1922 gründete er sein eigenes Unternehmen in San Francisco in Kalifornien. Er stellte ebenfalls Dampfwagen her. Der Markenname lautete Curran. 1925 wurde das Unternehmen aufgelöst. Insgesamt entstanden mindestens zwei Fahrzeuge.
Frank J. Curran gründete außerdem am 2. Februar 1923 in New York City ein gleichnamiges Unternehmen. Die Verbindung ist unklar.
Eine andere Quelle nennt die Firmierung Curran Steam Commercial Vehicle Company mit Sitz in New York.
Das muss das Unternehmen gewesen sein, dass er ab 1928 gemeinsam mit Charles Nebelmesser betrieb. Dort ging es um Nutzfahrzeuge mit Dampfmotor, die vermutlich nicht über das Prototypenstadium hinaus gekommen sind. Namentlich genannt ist ein Omnibus. In einer Patentschrift wird ein Lastkraftwagen genannt.

## Pkw
Die Fahrzeuge hatten einen Dampfmotor mit drei Zylindern. Das Fahrgestell hatte 325 cm Radstand.